# Соколин, Яков Александрович
Яков Александрович Соколин (укр. Яків Олександрович Соколін; 1888 — после 1929) — советский функционер и деятель высшего образования. Член РСДРП с 1904 года. Во время гражданской войны в России служил в Красной армии. С 1923 по 1927 год был ректором Харьковского института народного хозяйства, а с 1927 по 1929 — членом президиума Украинской государственной плановой комиссии.

## Биография
Яков Соколин родился в 1888 году. Его отец был подрядчиком. С помощью отца, который, по утверждению исследователя Е. А. Коняева, «создал все возможные условия», Яков смог получить высшее образование. Ещё будучи студентом, в 1904 году он вступил в Российскую социал-демократическую рабочую партию.
Данные о биографии Соколина в период революций 1917 года и последовавшей за ними Гражданской войны в России расходятся. Так, в биографии Соколина, написанной Е. А. Коняевым и опубликованной в 2004 году, говорится, что с 1917 по 1918 год он был преподавателем в Киеве, а с 1918 года служил в Красной армии. При этом в книге «Нариси з історії Харківського національного економічного університету» (рус. «Очерки из истории Харьковского национального экономического университета»; 2005) говорится, что после начала гражданской войны в России Соколин начал «участвовать в политической жизни армии», и лишь потом занялся преподавательской деятельностью, а в Красной армии начал службу в 1920 году.
После демобилизации из армии, в 1921 году, начал работать в Киевском губернском совете профсоюзов, но уже в следующем году, после того как его деятельность в этом органе «получила положительный отклик у партийного руководства», был переведён в Южное отделение Всесоюзного центрального совета профсоюзов.
В 1923 году Соколин был назначен ректором Харьковского института народного хозяйства. В 1924 году все факультеты вуза были переведены в отдельное здание, которое впоследствии было закреплено за вузом. По состоянию на 1926 год в структуру вуза входило шесть факультетов — основной, правовой, промышленный, торговый, трудовой и рабочий. Е. А. Коняев особо отмечал заслугу Соколина на посту ректора в развитии образования в харьковском регионе и созданию почвы для того, чтобы Харьков смог стать «правовой столицей Украины». Соколин также занимал должность профессора в этом вузе.
7 марта 1927 года был переведён с должности ректора на должность члена президиума Украинской государственной плановой комиссии, которую занимал до 1929 года. В 1941 году был под следствием, официальные данные о причине не опубликованы.
По состоянию на 2004 год дальнейшая биография, а также научные труды Якова Соколина, неизвестны.